# Vicente Colino
Vicente Colino Hierro, noto semplicemente come Colino (Vigo, 21 febbraio 1924 – 2 giugno 2005), è stato un calciatore spagnolo, di ruolo attaccante.

## Palmarès

### Competizioni nazionali
- Campionato spagnolo: 1

Barcellona: 1947-1948
- Coppa Eva Duarte: 1

Barcellona: 1947-1948